# Campo Felice
Campo Felice es una estación de esquí situada en la región de los Abruzos en la provincia de L'Aquila que forma parte, junto con Ovindoli, del complejo Tre Nevi. La estación, muy frecuentada durante el período invernal de los apasionados de la nieve de la Italia central gracias a su fácil accesibilidad (110 km de Roma), fue realizada en el borde meridional de la meseta natural homónima (Piana di Campo Felice) y se encuentra en el interior del Parque regional natural del Sirente - Velino. 
El área está encajonada entre macizos montañosos del Monte Velino, del que representa la puerta oriental de acceso, el grupo montañoso de Monte Cagno-Monte Ocre y las Montagne della Duchessa. 
El altiplano, de origen kárstico-aluvional, se extiende en las dimensiones máximas de 10 km de longitud y 5 km de ancho y puesto a una altitud media de poco más de 1.500 m s. n. m. Tiene la forma de una cuenca en la cual degradan las pendientes de las montañas que la rodean, todas próximas o superiores a los 2.000 m.; entre ellas destacan el Monte Orsello (2.043 m), el Monte Puzzillo (2.174 m), el Monte Cefalone (2.145 m), las crestas de Serralunga, Cisterna y Colle del Nibbio y al final Monte Rotondo (2.064 m), sobre cuyas laderas se encuentra la estación de esquí, y de cuyas cumbres en los días claros se puede admirar las más elevadas cimas que lo rodean, desde el Gran Sasso al Sirente, desde el Velino hasta la Majella y las Montagne della Duchessa.
Junto con el Campo Imperatore es conocida por haber sido muchas veces lugar de estancia invernal del papa Juan Pablo II.